# Nowy Babilon
Nowy Babilon (ros. Новый Вавилон, Nowyj Wawiłon) – radziecki czarno-biały film niemy z 1929 roku w reżyserii Grigorija Kozincewa i Leonida Trauberga o heroizmie i upadku Komuny Paryskiej. Muzykę do filmu napisał Dmitrij Szostakowicz (pierwotnie film niemy, ale potem przez kompozytora udźwiękowiony). Film wzorowany na utworach Emila Zoli (Wszystko dla pań i Germinal) oraz na malarstwie francuskich impresjonistów (Degas, Manet i Renoir).
Nowy Babilon był zwieńczeniem i faktycznym końcem działalności awangardowej grupy feksów. Film ten był próbą przezwyciężenia formalizmu i właściwego podejścia do poważnych treści. Jelena Kuźmina i Piotr Sobolewski wykreowali żywe postacie paryskich proletariuszy, natomiast reżyserię cechował jasny zwrot ku realizmowi. Ani losy fikcyjnych postaci ani dramaturgia wydarzeń historycznych nie zajmowały zbytnio twórców filmu. Realizatorzy skupili się natomiast na kwestiach dotyczących nastroju i kreowaniu atmosfery. Andriejowi Moskwinowi i Jewgienijowi Jeniej udało się osiągnąć malarską plastyczność zdjęć utrzymanych w stylu francuskim impresjonistów  – stylizowanych na dzieła Degasa, Maneta i Renoira. Jest to ostatni film niemy FEKS-ów, nie był wyświetlany w Polsce.

## Fabuła
Na początku rewolucji przemysłowej w 1871 roku, podczas gdy Komuna Paryska została brutalnie stłumiona przez wojsko, splata się historia miłosna między żołnierzem Jeanem (Piotr Sobolewski) i Louise (Jelena Kuźmina), młodą sprzedawczynią wielkiego sklepu Nowy Babilon. Przygoda zakończy się w deszczu krwi i łez, które zmyją wszystkie wspomnienia z przeszłości.

## Obsada
- Dawid Gutman jako właściciel domu towarowego Nowy Babilon
- Jelena Kuźmina jako Louise Poirier
- Andriej Kostriczkin jako zastępca dyrektora w sklepie
- Sofja Magariłł jako aktorka Tamara Makarowa
- Siergiej Gierasimow jako Lutro, dziennikarz
- Jewgienij Czerwiakow jako oficer Gwardii Narodowej
- Piotr Sobolewski jako Jean, żołnierz
- Janina Żejmo jako modystka Therese
- Oleg Żakow jako żołnierz
- Wsiewołod Pudowkin jako subiekt
- Ludmiła Siemionowa jako tancerka kankana
- Tamara Makarowa jako tancerka kankana
- Emil Gal jako burżuj

## Kadry z filmu

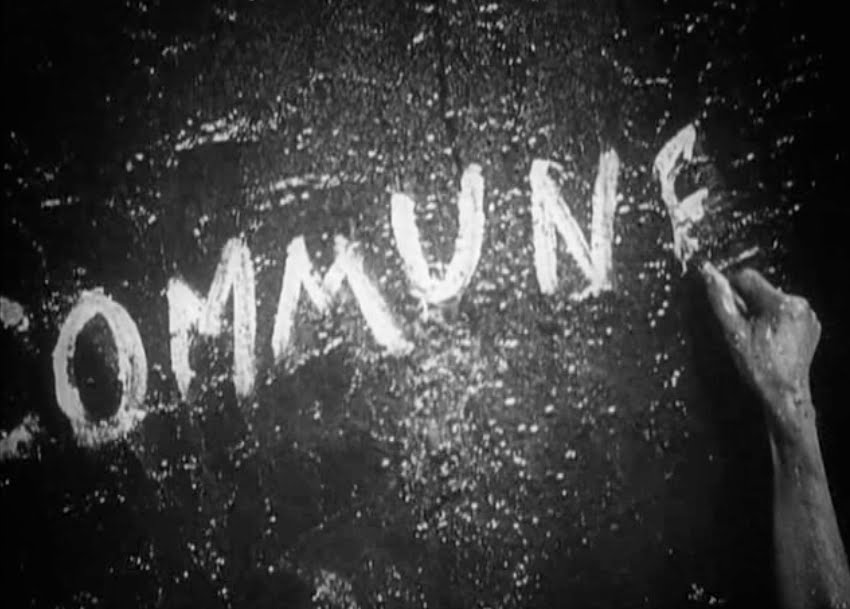
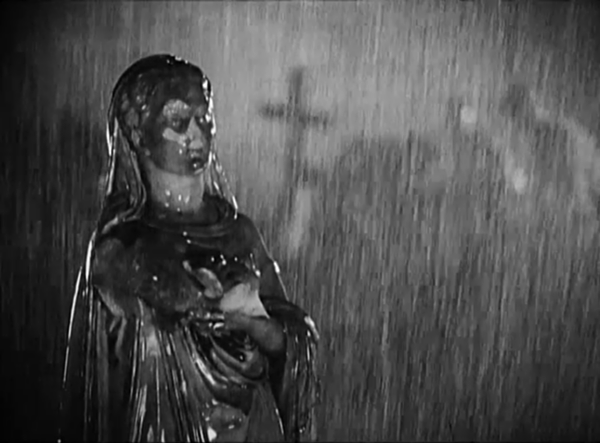
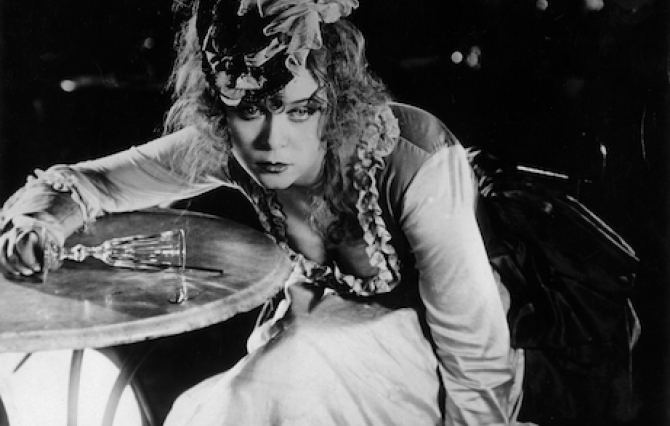
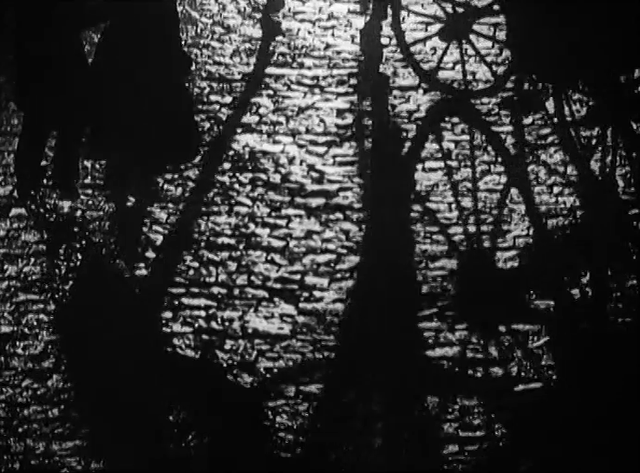
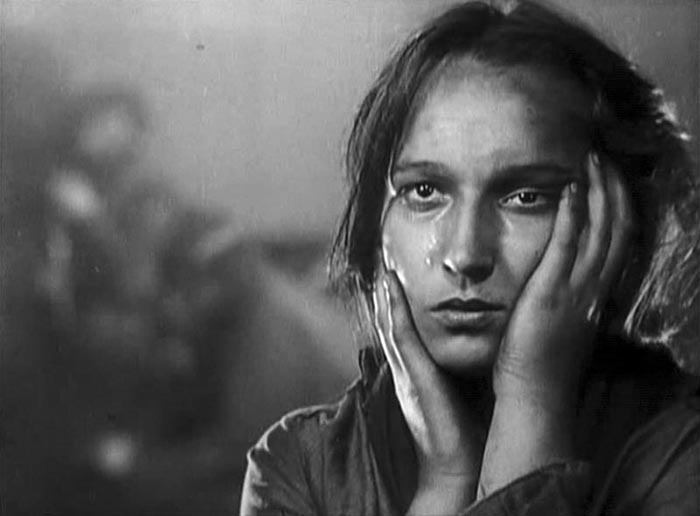